# Sainte-Croix (Švýcarsko)
Sainte-Croix je obec (malé město) na západě Švýcarska v kantonu Vaud. Žije zde přibližně 4 900 obyvatel.

## Geografie

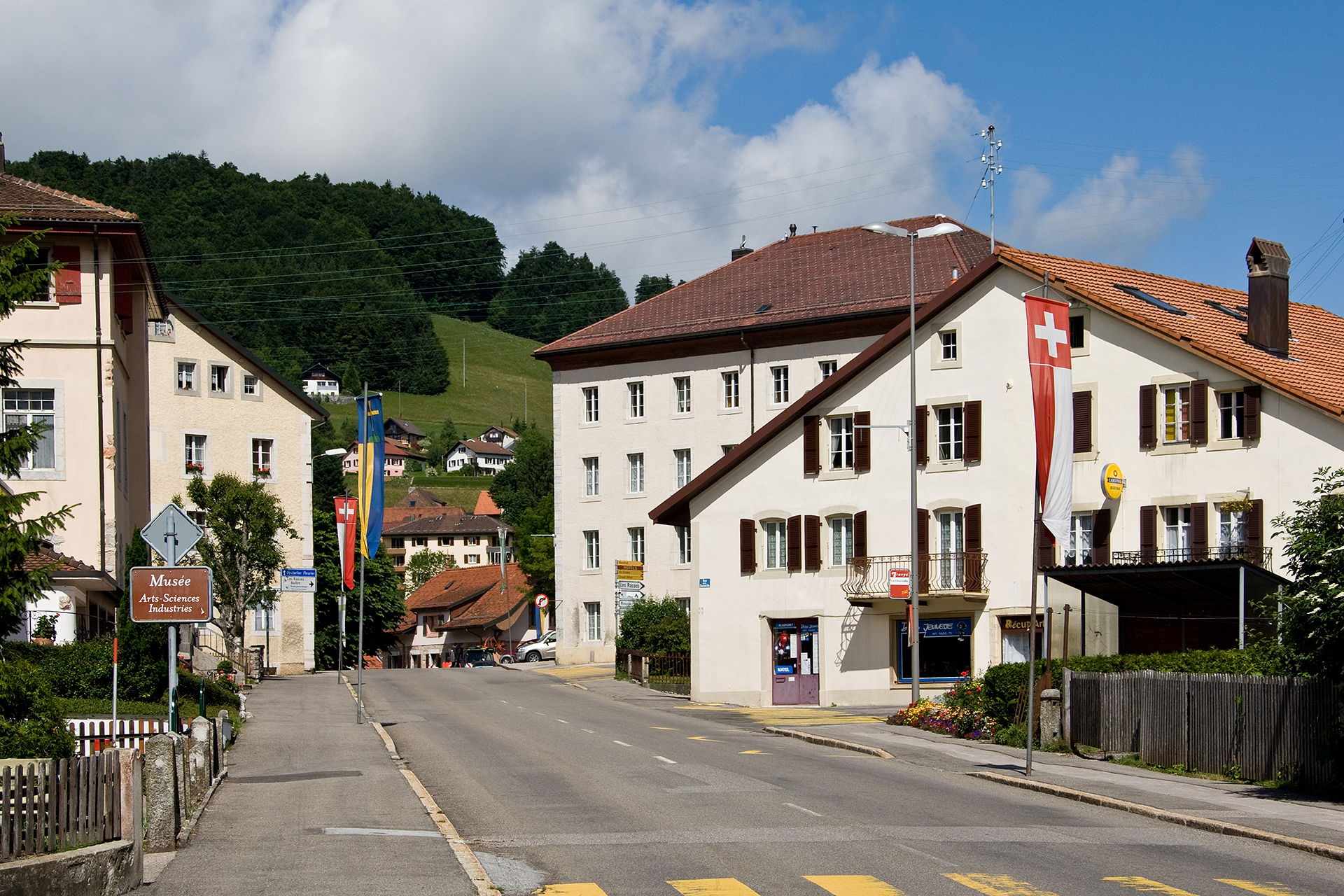
Centrum městečka

Sainte-Croix leží v nadmořské výšce 1086 m, vzdušnou čarou 11 km severozápadně od okresního města Yverdon-les-Bains. Obec se rozkládá v kotlině na jižní straně průsmyku Col des Etroits, v pramenné oblasti řeky Arnon v pohoří Vaudský Jura mezi masivy Aiguilles de Baulmes na jihozápadě a Chasseron na severovýchodě.
Území obce o rozloze 39,4 km² se rozkládá na vysoko položené části Vaudského Jury. Východní část oblasti leží v pramenné oblasti řeky Arnon, kde se nachází rašeliniště La Sagne. Arnon protéká úzkou a strmou soutěskou Gorges de Covatanne dolů do Švýcarské plošiny. Jižní hranice obce vede po hřebeni Aiguilles de Baulmes (nejvyšší bod Sainte-Croix 1559 m n. m.) a Mont de Baulmes. Na západě je kotlina Sainte-Croix ohraničena hřebenem Mont des Cerfs (1273 m n. m.) a na severu Cochet (1483 m n. m.). Na těchto výšinách se nacházejí rozsáhlé jurské vysokohorské pastviny s typickými mohutnými smrky, které zde stojí buď jednotlivě, nebo ve skupinách. Západní a severní část obce leží v povodí řeky Areuse. Rozkládá se zde náhorní plošina, kterou protíná několik menších údolí a kotlin. V prohlubních se nachází několik rašelinišť, včetně chráněného Mouille de la Vraconnaz. Oblast odvodňuje řeka Noiraigue, která protéká severovýchodním směrem hluboce zaříznutým údolím Vallon de Noirvaux k údolí Val de Travers. Na severovýchodě se nachází přírodní rezervace La Dénériaz, prohlubeň v antiklinále Chasseron, kterou lemují pohoří Roches Blanches, Chasseron a Petites Roches. V roce 1997 tvořila 7 % rozlohy obce zastavěná plocha, 48 % lesy a lesní porosty, 43 % zemědělství a necelá 2 % neproduktivní půda.
Sainte-Croix zahrnuje řadu vesnic a osad: Na jižním svahu Cochet se nacházejí osady Le Château de Sainte-Croix (990 m n. m.) na ostrohu nad soutěskou Covatanne, La Villette (925 m n. m.), Chez Jaccard (1020 m n. m.), Les Replans (1140 m n. m.) a Petites Roches Dessus (1130 m n. m.) na jižním svahu Cochet, Culliairy (1037 m n. m.) a La Sagne (1037 m n. m.) v pramenné oblasti Arnonu, La Gittaz Dessous (1235 m n. m.) a La Gittaz Dessus (1280 m n. m.) na hřebeni severně od Aiguilles de Baulmes, dlouhá vesnice L’Auberson (1100 m n. m.), Les Grangettes (1118 m n. m.), Prise Perrier (1092 m n. m.) a La Chaux (1086 m n. m.) na náhorní plošině západně od Col des Etroits, Mouille Mougnon (1040 m n. m.) na potoce Noiraigue a La Vraconnaz (1109 m n. m.) na východním okraji vřesoviště Mouille de la Vraconnaz. K Sainte-Croix patří také četné jednotlivé farmy roztroušené po kopcích Jury. Sousedními obcemi jsou Baulmes, Bullet, Fiez, La Côte-aux-Fées, Val-de-Travers, Vuiteboeuf a obce Les Fourgs a Les Hôpitaux-Vieux ve Francii.

## Historie

Letecký pohled (1970)

V římských dobách procházela obcí silnice Yverdon–Pontarlier. Později však tato trasa ztratila na významu, stejně jako silnice Orbe–Pontarlier přes průsmyk Jougne. V raném středověku patřila oblast kolem Sainte-Croix k Burgundsku. V té době byla ještě neobydlená a tvořila neprostupnou pustinu vedle průsmykové cesty. Území bylo ve 12. století rekultivováno, pravděpodobně mnichy z benediktinského převorství v Baulmes. První osadou v této oblasti byla La Villette. První zmínka o Sainte-Croix se objevuje v listině papeže Alexandra III. z roku 1177 jako Sancta Crux.
V roce 1315 postavili páni z Grandsonu nedaleko La Villette u zúžení soutěsky Covatanne hrad Château de Sainte-Croix, aby zabezpečili cestu přes Col des Etroits a obranu proti Huguesovi de Châlons. Hugues de Châlons na oplátku postavil v roce 1319 hrad Franc Castel. Po vítězství konfederátů nad Karlem Smělým v bitvě u Grandsonu (1476) byly hranice v oblasti Sainte-Croix posunuty na západ. Od té doby využívali náhorní plošiny v okolí L’Aubersonu zemědělci ze Švýcarské plošiny jako pastviny pro letní ustájení svých stád dobytka. V té době se na místě dnešních vesnic nacházely pouze izolované a jen dočasně obydlené osady. Po roce 1536, kdy oblast připadla Bernu a stala se součástí panství Grandson, které patřilo pod společnou vládu Bernu a Fribourgu, zde byly založeny trvalé osady. V roce 1744 padly téměř všechny domy v Sainte-Croix za oběť požáru vesnice. Po pádu Staré konfederace patřila obec v letech 1798–1803 v období Helvétské republiky ke kantonu Léman, který byl po vstupu v platnost mediační ústavy začleněn do kantonu Vaud. Do konce roku 1996 byla obec součástí okresu Grandson, od roku 1997 se stala částí nového okresu Jura-Nord vaudois.

## Obyvatelstvo
| Rok            | 1850 | 1900 | 1910 | 1930 | 1950 | 1960 | 1970 | 1980 | 1990 | 2000 |
| Počet obyvatel | 3541 | 5914 | 5190 | 6340 | 6575 | 6925 | 6240 | 4543 | 4321 | 4333 |

90,3 % obyvatel hovoří francouzsky, 2,2 % německy a 2,2 % italsky (údaj z roku 2000). Počet obyvatel Sainte-Croix prudce vzrostl ve druhé polovině 19. století a ve 20. letech 20. století. Kolem roku 1960 dosáhl počet obyvatel svého maxima, když zde žilo téměř 7000 obyvatel. V důsledku hospodářské krize v 70. letech 20. století došlo k masivnímu odlivu obyvatel, takže v roce 1980 zde žilo téměř o 30 % méně obyvatel než o deset let dříve. Úbytek obyvatelstva pokračoval i ke konci 20. století, i když v mnohem menší míře než dříve.

## Hospodářství
Již v první polovině 18. století se Sainte-Croix vyvinulo v průmyslovou obec. Zpočátku měla zvláštní význam těžba železné rudy a tavení železa. Brzy se však přidalo krajkářství a kolem roku 1740 i hodinářství, které zpočátku provozovali podomní obchodníci. Hodinářství vedlo k prvnímu velkému hospodářskému rozmachu v Sainte-Croix. V období krize kolem roku 1860 se však výroba hodinářských součástek prakticky zastavila. Ve stejné době zanikla i výroba krajek. Do hry vstoupila přesná mechanika: v roce 1814 byla založena první továrna na hrací skříňky. V roce 1865 ji následovala dosud existující firma Reuge. Toto průmyslové odvětví vzkvétalo přibližně od roku 1880 otevřením dalších továren. Později se stala významnou také výroba fonografů a gramofonů. Po velké hospodářské krizi se přesná mechanika soustředila na výrobu kancelářských a počítacích strojů (Hermes), filmových projektorů, fotoaparátů (Paillard-Bolex), rádií a kapesních zapalovačů (Thorens). Další krize, která vyvrcholila v polovině 70. let, vedla k uzavření mnoha podniků a úbytku obyvatelstva o více než 30 % během dvou desetiletí.
Dnes je nejdůležitějším průmyslovým odvětvím v Sainte-Croix výroba elektroniky. Důležitou roli v obcích hraje zemědělství, zejména chov dobytka (dojnic).
Obec se proslavila v celém Švýcarsku v roce 1999 uvedením švýcarské telenovely Lüthi und Blanc, jejíž část děje se odehrává v Sainte-Croix.

## Doprava

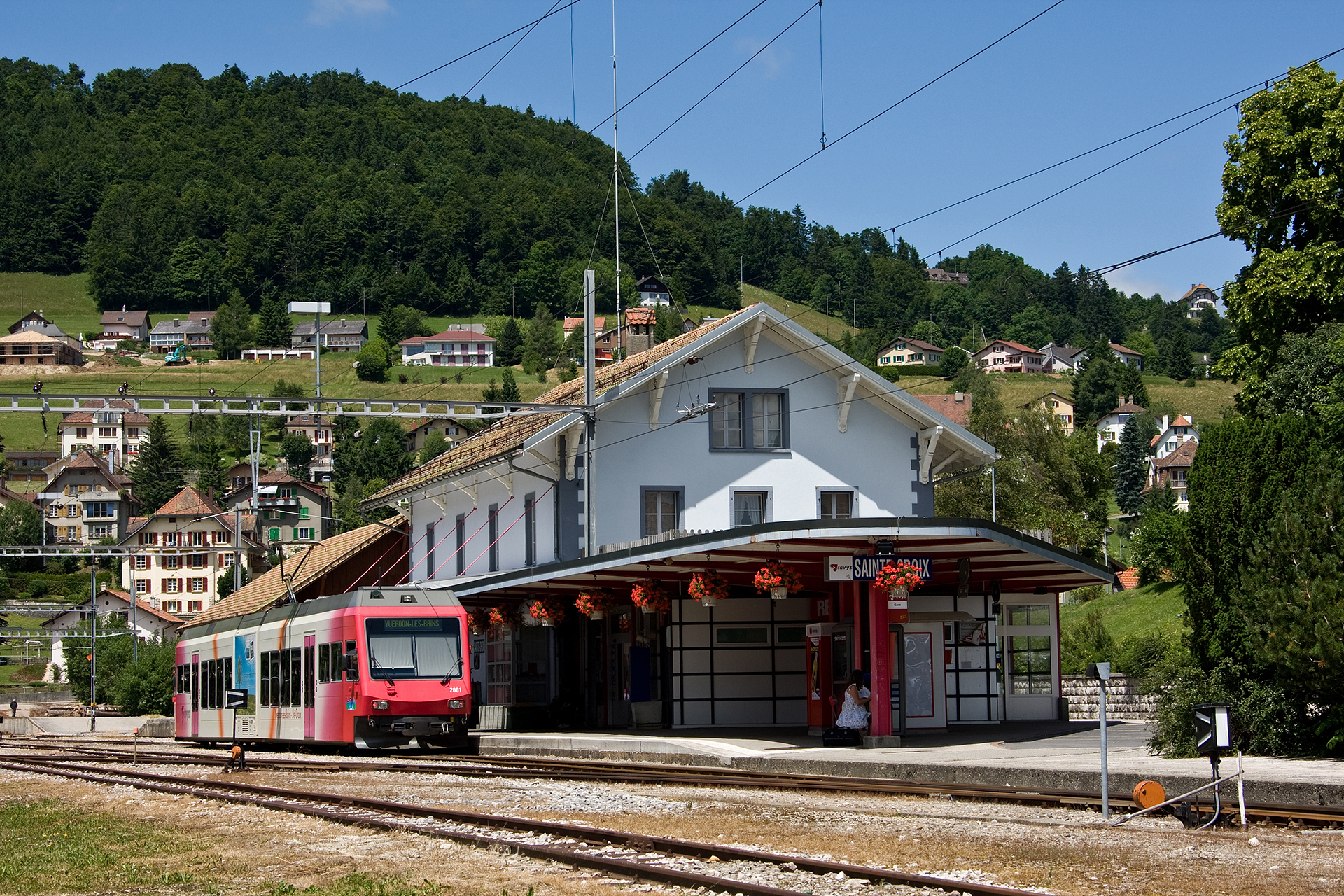
Železniční stanice Sainte-Croix

Obec má dobré dopravní spojení. Leží na hlavní silnici z Yverdonu přes Col des Etroits do Pontarlier ve Francii. Na křižovatce v průsmyku odbočuje silnice do Fleurier. Úzkorozchodná železnice Chemin de fer Yverdon–Ste-Croix (YSteC, dnes Travys) byla uvedena do provozu 27. listopadu 1893. Autobusové linky systému Travys do L’Auberson a Bullet a linky Postbusu do Buttes (přes La Côte-aux-Fées) zajišťují další spoje veřejné dopravy.

## Turistické zajímavosti
Město je od poloviny 19. století proslulé výrobou hracích skříněk. Umění jejich výroby dokumentuje Centre International de la Méchanique d’Art. Nejvyšším bodem oblasti je Chasseron (1607 m), které je místním centrem sjezdového lyžování a od Sainte-Croix je vzdálené 2 hodiny chůze. Z Chasseronu je panoramatický výhled do všech stran na Alpy, Neuchâtelské jezero a pohoří Jura.

## Osobnosti
- Rudolphe Cuendet (1887–1954), hokejista

## Fotogalerie

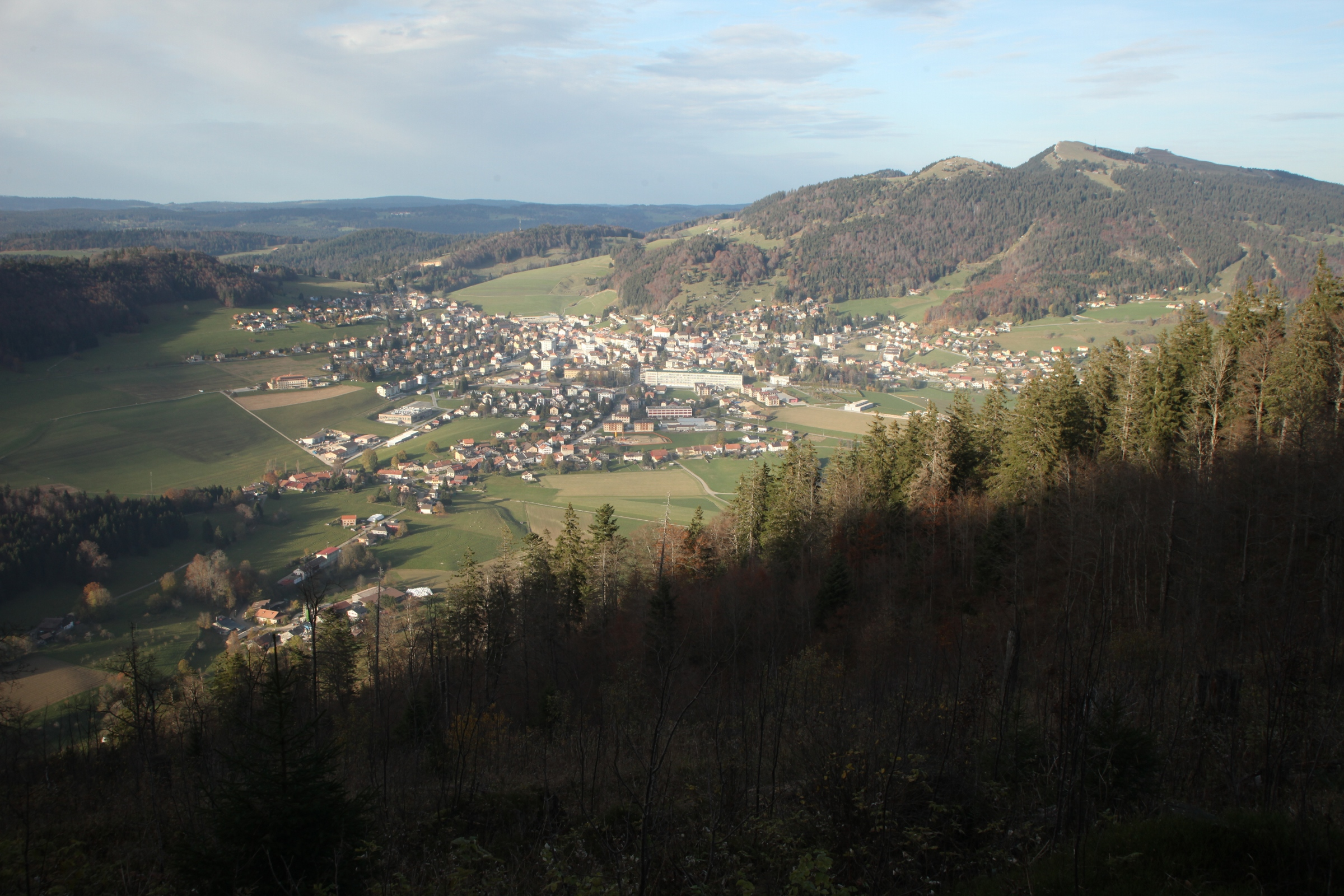
Sainte-Croix
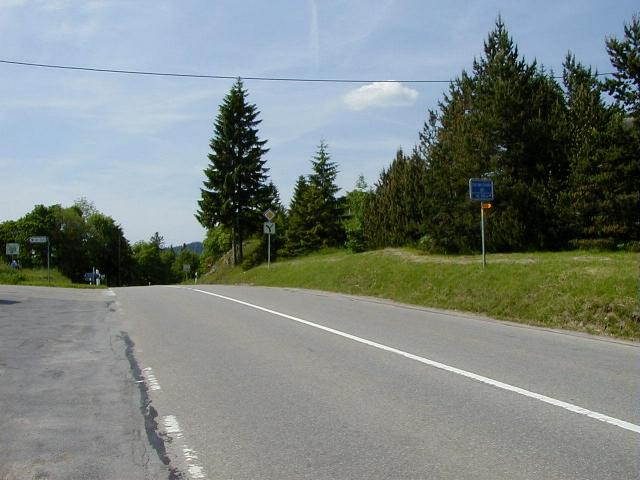
Průsmyk Col des Etroits
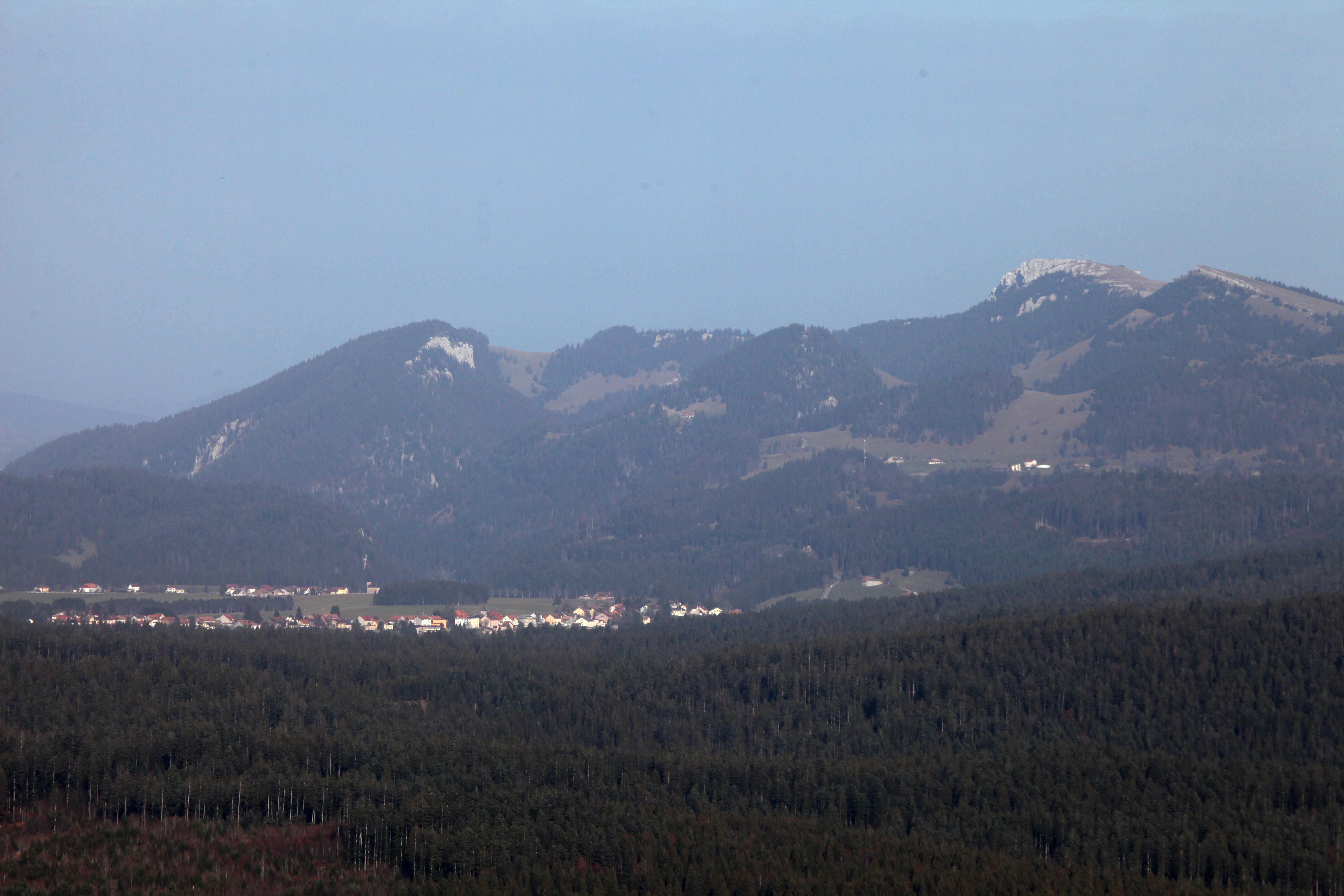
Le Chasseron